# Eupholus albofasciatus
Espèce
Eupholus albofasciatus est une espèce d'insectes coléoptères phytophages du genre Eupholus, originaire de Papouasie (nord-est de la Nouvelle-Guinée), dans la province de Morobe. Cette espèce a été décrite en 1910 par Karl Maria Heller (1864-1945) du muséum de Dresde, à partir de spécimens rapportés du sud de la Terre de l'Empereur-Guillaume, près de la rivière Hercules et issus de la collection du gouverneur Rudolf von Benningsen (1859-1912).

## Description
Eupholus albofasciatus se distingue des autres espèces d'Eupholus par la couleur blanche de ses élytres (d'où son nom). Ceux-ci sont en effet traversés de trois larges bandes transversales blanches sur un fond noir avec une tache blanche apicale et de petites mouchetures noires sur les stries longitudinales. Le pronotum conique et le museau sont noirs, tandis que le dessus de la tête est légèrement tacheté de bleu. Les trois articles terminaux des tarses sont d'un bleu-cobalt ainsi que les antennes, plus claires à partir du troisième article et recouvertes de poils sensoriels. Elles se terminent par une massue noire. Comme chez les autres espèces de ce genre, les yeux composés se trouvent de chaque côté de la tête.
Le dessous du corps est noir légèrement moucheté de brun-jaunâtre et recouvert de longs poils sensoriels. Cette espèce mesure de 16 à 26 millimètres de longueur et de 6,5 à 17 millimètres de largeur.
Les élytres sont coriaces et les couleurs (dues aux minuscules écailles) adoptent un mimétisme naturel pour effrayer les prédateurs.